# Cladoxerini
Cladoxerini (Syn.: Baculini) ist eine Tribus stabförmiger Gespenstschrecken (Phasmatodea) innerhalb der Familie der Phasmatidae.

## Merkmale
Die Cadoxerini zeigen den typischen Habitus von Stabschrecken. Von den anderen Triben der Cladomorphinae unterscheiden sie sich durch die gezähnten Oberkanten der Vorderschenkel (Profemora) und die relativ kurzen Fühler, welche nicht mehr als 30 Glieder (Antennomere) haben. Insgesamt sind die Fühler etwas kürzer als die Vorderschenkel. Ihre Glieder sind bei den Männchen etwas verlängert. Weibchen sind flügellos und haben eine sehr stark verlängerte, lanzett-, spatel- oder kahnförmige Subgenitalplatte (Apikalsternit). Männchen sind geflügelt oft nur mit schuppenförmigen, als Tegmina ausgebildeten Vorderflügeln und gut entwickelten Hinterflügeln (Alae), deren Analfelder transparent sind. Insgesamt handelt es sich um eher größere Arten, bei denen die Weibchen einiger Vertreter inklusive Subgenitalplatte Längen von bis zu 24 cm erreichen können.

## Verbreitung
Die Vertreter der Gattungen Cladoxerus und Wattenwylia sind im Südosten Südamerikas, genauer in Südost-Brasilien, Paraguay, Uruguay, Argentinien und Bolivien beheimatet. Die einzige Art der Gattung Parabactridium wurde durch Josef Redtenbacher anhand von Weibchen beschrieben, welche von Madagaskar stammen sollen. Ihre Zugehörigkeit zu den Cladoxerini wurde schon mehrfach in Frage gestellt. Da das Typusmaterial als verschollen gilt, ist eine Klärung derzeit nicht möglich. Aufgrund einiger in der Beschreibung zu findender Merkmale, etwa einer Körperlänge von nur 9 cm, relativ kurzen Beinen, einem Dorn auf dem Kopf und anderen, wird einen Zuordnung zu den auf Madagaskar heimischen Antongiliinae oder den Achriopterini diskutiert.

## Systematik
Die Tribus geht auf die 1923 von Heinrich Hugo Karny beschriebene Unterfamilie Cladoxerinae zurück. Während die Unterfamilie 1982 von Douglas Keith McEwan Kevan eingezogen wurde, ist die 1953 von Klaus Günther erstmals erwähnte Tribus mit der Typusgattung Cladoxerus weiterhin gültig. Da 2016 durch Frank Hennemann et al. auch die letzten fünf Vertreter der 1861 von Henri de Saussure errichteten Gattung Baculum  inklusive der als Typusart geführten Baculum ramosum in die Gattung Cladoxerus überstellt worden sind, gilt seither auch die Tribus Baculini als Synonym zu Cladoxerini.
Folgende Arten werden den drei Gattungen zugerechnet:
- Cladoxerus Peletier de Saint Fargeau & Serville, 1828
(Syn. = Baculum Saussure, 1861)
(Syn. = Abrachia Kirby, 1889)
(Syn. = Ceratiscus Caudell, 1904)
  - Cladoxerus bispinosus Piza, 1939
  - Cladoxerus borellii (Giglio-Tos, 1910)
  - Cladoxerus brevicornis (Kirby, 1889)
  - Cladoxerus clinterius (Westwood, 1859)
  - Cladoxerus cryphaleus (Westwood, 1859)
  - Cladoxerus dentatum Piza, 1938
  - Cladoxerus dentipes (Redtenbacher, 1908)
  - Cladoxerus ditomus (Westwood, 1859)
  - Cladoxerus gracilis Peletier de Saint Fargeau & Serville, 1828
  - Cladoxerus laticeps (Caudell, 1904)
  - Cladoxerus longimanus (Saussure, 1859)
  - Cladoxerus longipes Gray, 1835
  - Cladoxerus ramosum (Saussure, 1861)
- Parabactridium Redtenbacher, 1908
  - Parabactridium mirum Redtenbacher, 1908
- Wattenwylia Piza, 1938
  - Wattenwylia cearensis Piza, 1938
  - Wattenwylia foliata Piza, 1938

## Belege
1. 1 2 3   Frank H. Hennemann, Oskar V. Conle, Daniel E. Perez-Gelabert: Studies on Neotropical Phasmatodea XVI: Revision of Haplopodini Günther, 1953 (rev. stat.), with notes on the subfamily Cladomorphinae Bradley & Galil, 1977 and the descriptions of a new tribe, four new genera and nine new species (Phasmatodea: “Anareolatae”: Phasmatidae: Cladomorphinae). In: Zootaxa. Band 4128, Nr. 1, Magnolia Press, Auckland, New Zealand, 27. Juni 2016, S. 1–211, doi:10.11646/zootaxa.4128.1.
2. ↑  Nicolas Cliquennois: Spathomorpha n. gen.: un nouveau genre de phasme de Madagascar (Phasmatodea, Anareolatae), Bulletin de la Société entomologique de France, 110 (2), S. 119; 2005.
3. ↑  Paul D. Brock, Thies H. Büscher & Edward W. Baker: Phasmida Species File Online. Version 5.0. (abgerufen am 26. Dezember 2018)